# Pablo Maqueda
Pablo Maqueda (ur. 18 stycznia 1971) – hiszpański piłkarz występujący na pozycji napastnika.

## Życiorys
Wychowanek FC Barcelona, w 1989 roku został włączony do drużyny C. 11 maja 1991 roku rozegrał debiutancki mecz w pierwszej drużynie, uczestnicząc w przegranym 0:4 spotkaniu z Cádiz CF w ramach Primera División. W FC Barcelona grał do 1993 roku, rozgrywając jeszcze dwa mecze w pierwszej drużynie, a także 54 spotkania w zespole B. W sezonach 1990/1991 i 1992/1993 zdobył z klubem mistrzostwo Hiszpanii. W 1993 roku przeszedł do Realu Oviedo. W 1995 roku został na rok wypożyczony do RCD Mallorca, a po powrocie występował w Oviedo jeszcze jeden sezon. Następnie przeszedł do Avispy Fukuoka. W J.League rozegrał 17 meczów, debiutując 30 lipca 1997 roku w przegranym 1:3 spotkaniu z Kashimą Antlers. W 1998 roku powrócił do Hiszpanii, wiążąc się umową z UE Lleida. W tym klubie występował do 2000 roku, rozgrywając dla niego 60 spotkań w Segunda División. Karierę kończył jako zawodnik CD Binissalem w 2008 roku.

## Statystyki ligowe
| Sezon     | Klub           | Liga             | Mecze | Gole |
| --------- | -------------- | ---------------- | ----- | ---- |
| 1990/1991 | FC Barcelona   | Primera División | 1     | 0    |
| 1991/1992 | FC Barcelona B | Segunda División | 22    | 5    |
| 1992/1993 | FC Barcelona   | Primera División | 2     | 0    |
| 1993/1994 | Real Oviedo    | Primera División | 27    | 1    |
| 1994/1995 | Real Oviedo    | Primera División | 13    | 2    |
| 1995/1996 | RCD Mallorca   | Segunda División | 30    | 10   |
| 1996/1997 | Real Oviedo    | Primera División | 31    | 7    |
| 1997 (j)  | Avispa Fukuoka | J.League         | 12    | 3    |
| 1998 (w)  | Avispa Fukuoka | J.League         | 5     | 0    |
| 1998/1999 | UE Lleida      | Segunda División | 29    | 6    |
| 1999/2000 | UE Lleida      | Segunda División | 31    | 1    |